# Бої за Кринки
Бої за село Кринки Херсонської області на лівому березі Дніпра тривали під час російського вторгнення в Україну. Село було окуповане росіянами під час першого дня вторгнення. 14 жовтня 2023 року українські війська десантувалися в Кринках. Наприкінці червня 2024 року Сили оборони України відійшли з селища, бої тривали на островах неподалік.

## Передумови
У перший день повномасштабного російського вторгнення в Україну, 24 лютого 2022 року, Кринки були окуповані російськими військами.
23 травня 2023-го президент Зеленський офіційно оголосив про створення Корпусу морської піхоти в Збройних силах України.
6 червня 2023 року, внаслідок підриву росіянами дамби Каховської ГЕС, територія окупованого села сильно постраждала та була тимчасово затоплена через близькість до нижньої течії річки Дніпро, протягом цього періоду більшість місцевих жителів змогли виїхати і з поновленням бойових дій — місцевих жителів у селі взагалі не залишилось.
Операції передували кілька місяців рейдів 124-ї, 126-ї бригад ТРО, ССО та ГУРу на лівий берег. Найвідоміший рейд провели в серпні 2023-го, він отримав назву «висадка біля Козачих Лагерів».
14 жовтня 2023 року неподалік села детонував склад російських боєприпасів.

## Командування
Керував операцією командувач Корпусу морської піхоти, генерал-лейтенант Юрій Содоль.

## Хід бойових дій
Основними силами цієї операції з українського боку була морська піхота — досвідчені 35 ОБрМП і 36 ОБрМП (разом із 137-м, 1-м і 501-м окремими батальйонами відповідно) та новосформовані 37-ма і 38-ма бригади морської піхоти. А також 124-та та 126-та бригади ТРО, та 73-й центр сил спеціальних операцій. Спочатку було три плацдарми на яких намагалися закріпитися Сили оборони: за Антонівським залізничним мостом, між селами Піщанівка та Підстепне та на Кринках. Командування давало трьом бригадам морпіхів 3–4 дні на те, щоб захопити 30-ти кілометрову смугу сухолоду, приблизно від Антонівського залізничного мосту до Кринок — та просунутися до траси М-14. Приблизно за тиждень–два після початку операції морпіхи сфокусувалися на Кринках — найуспішнішій на той момент точці.
Восени 2023 року цивільних мешканців у Кринках вже не було. 20 жовтня ЗСУ закріпились в селі.
22 жовтня ЗСУ розширили присутність біля села і відбили атаки. 13 листопада ЗСУ просунулись до села. 17 листопада морпіхи закріпились в районі села.
18 грудня було знищено ССО російський ТОС-1А, який атакував позиції в районі села. Також було знищено новітній танк Т-90.
24 грудня в районі села росіяни використали заборонену хімічну зброю.
9 січня 2024 року ЗСУ відбили черговий штурм окупантів.
10 січня росіяни атакують плацдарм, але штурм закінчується невдачею.
11 січня аналітик Bild заявив, що село є одною з найбільших пасток за весь час російського вторгнення в Україну.
14 лютого росіяни збільшили кількість штурмів, але всі спроби вибити українські підрозділи з Лівого берега Херсонщини виявилися марними. Російські окупаційні сили втратили 72 чоловік, артилерійську систему, 11 гармат, 4 міномети, комплекс радіоелектронної боротьби та 5 одиниць автомобільної техніки.
23 травня деякі видання писали, що ЗСУ остаточно залишила Кринки, але Сили оборони півдня спростували ці дані.
16 липня 2024 року низка українських ЗМІ підтвердили дані про вихід ЗСУ з Кринок за «кілька тижнів» до того. Пізніше у Морській піхоті заперечили ці дані й повідомили, що продовжили виконання завдань на лівобережжі Дніпра, зокрема в Кринках. За інформацією «Суспільного», бої точилися лише на островах між правим та лівим берегами річки.

## Втрати
У липні 2024 року видання «Слідство.Інфо» написало, що в боях у Кринках за період з жовтня 2023-го по червень 2024 року зникло безвісти 788 українських захисників. За той же період вдалося вивезти і поховати 262 захисників. Рідні зниклих не могли отримати від військових будь-якої інформації.
Речник оперативного угруповання військ «Таврія» Дмитро Лиховій сказав, що втрати росіян за той же період «в рази» перевищують втрати українських військ. Зокрема, в техніці росіяни втратили в 4-5 разів більше, ніж українці.

## У культурі
У липні 2024 року фотографи Костянтин та Влада Ліберови разом із «Укрінформ» презентували документальний фільм «Кринки». Картина розповідає про жорстокі бої за маленьке село на лівому березі Херсонської області. Прем'єра фільму відбулася 11 липня. Він доступний для перегляду на YouTube-каналі «Укрінформ TV».